# یواس‌اس ال‌اس‌تی-۹۰۰

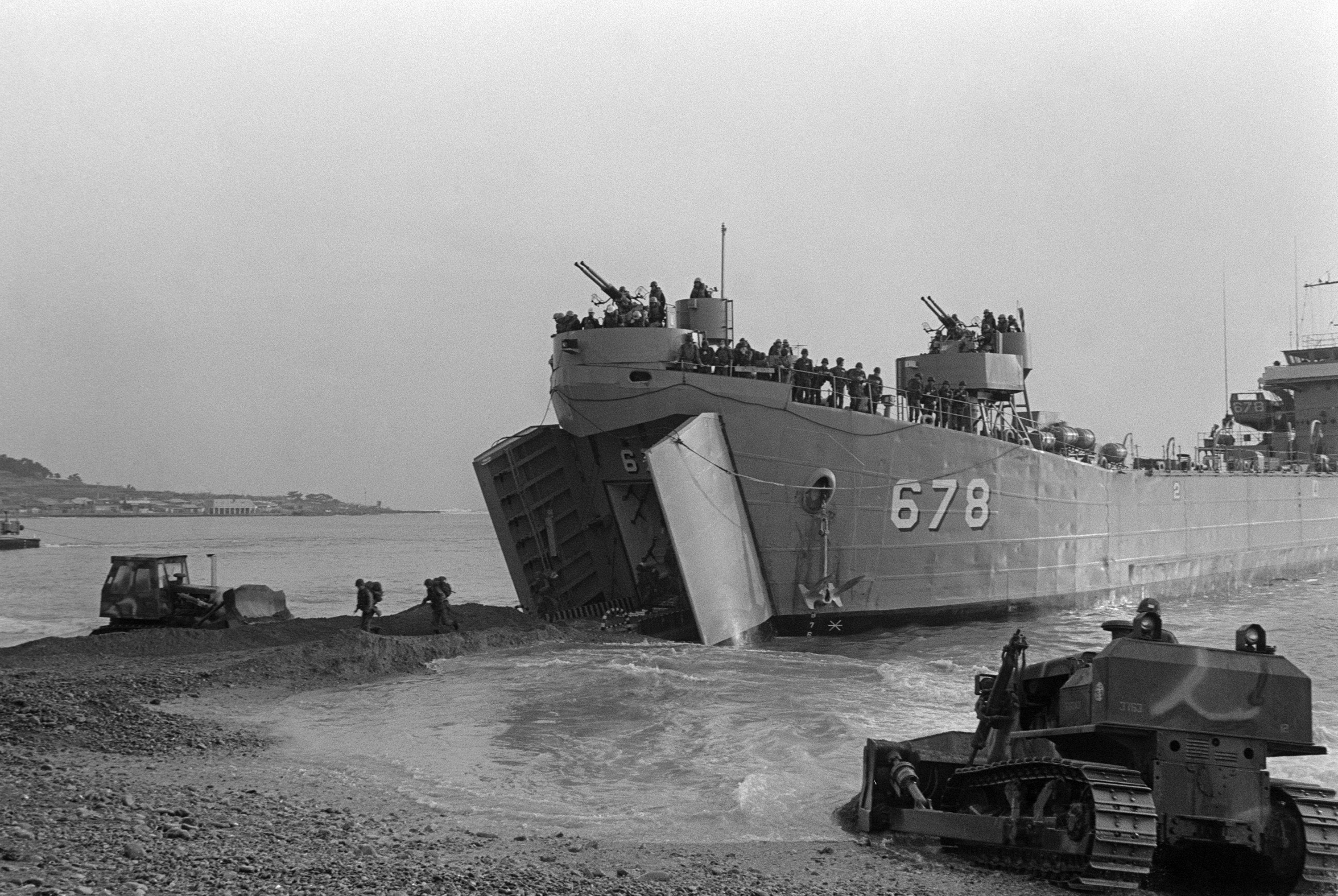
یو اس اس ال اس تی

یواس‌اس ال‌اس‌تی-۹۰۰ (به انگلیسی: USS LST-900) یک کشتی است که طول آن ۳۲۸ فوت (۱۰۰ متر) می‌باشد. این کشتی در سال ۱۹۴۴ ساخته شد.